# Саучешти (Бакау)
Саучешти (рум. Săucești) насеље је у Румунији у округу Бакау у општини Саучешти. Oпштина се налази на надморској висини од 159 m.

## Становништво
Према подацима из 2011. године у насељу је живело 1374 становника.